# Lydia Andréï
 (septembre 2014).
Si vous disposez d'ouvrages ou d'articles de référence ou si vous connaissez des sites web de qualité traitant du thème abordé ici, merci de compléter l'article en donnant les références utiles à sa vérifiabilité et en les liant à la section « Notes et références ».
Lydia Andréï est une actrice et scénariste française.

## Biographie

### Carrière
Lydia Andréï se forme au cinéma au Cours Florent.

## Vie privée
En 1986, Lydia Andréï a pour compagnon l’acteur Pierre Mallet, puis en 1989, elle est en couple avec Étienne Chicot.
En 1996, elle se marie avec le photographe Richard Aujard.

## Filmographie

### Cinéma

#### Longs métrages
- 1989 : Le Vent de la Toussaint de Gilles Béhat : Malika
- 1994 :
  - La Volée d'escalier
  - Le Choc de l'oubli
- 1998 : Victor... pendant qu'il est trop tard de Sandrine Veysset : Triche
- 1999 : Bleu le ciel de Dominique Boccarossa : Caty
- 2000 :
  - Martha... Martha de Sandrine Veysset : Marie
  - Merci pour le chocolat de Claude Chabrol : Lisbeth
- 2001 :
  - Une affaire privée de Guillaume Nicloux : Marion
  - La Vie nue de Dominique Boccarossa
- 2004 :
  - Docteur Dassin de Stéphane Kurc
  - Ni pour, ni contre (bien au contraire) de Cédric Klapisch : Une escort-girl
- 2012 : La Mer à boire de Jacques Maillot : Mathilde
- 2025 : Bastion 36 d'Olivier Marchal

#### Courts métrages
- 1987 : Puissance de la parole de Jean-Luc Godard
- 1997 : Question d'honneur de Richard Aujard
- 2002 : Vendetta de Richard Aujard
- 2003 :
  - Boomerang d'Antoine Blanquefort
  - Heureux événement de Fabien Montagner
- 2004 : La Pute... de Jeremy Banster

### Télévision
- 1989 : Mieux vaut courir d'Élisabeth Rappeneau : Édith
- 1991 : Nestor Burma, Fièvre au Marais (saison 1, épisode 4) : Laurence Bertin
- 1994 : Mourir d’amour, mini-série franco-canadienne[3].
- 2000-2002 : Police district : Frane Morvan
- 2003 : Avocats et associés : Éliane Vernet
- 2006 :
  - RIS police scientifique : Nadia Muller
  - Le Maître du Zodiaque : Philippine Daguerre
- 2008 : Sœur Thérèse.com : Marie-Paule Le Guen

### Scénariste
- 2009 : Collection vengeance, série télévisée[réf. nécessaire]
- 2004 : La Pute..., court-métrage de Jeremy Banster[réf. nécessaire]

## Théâtre
- 2008, Hors piste d'Éric Delcourt[4].

## Distinctions
- 1989 : nomination prix Michel-Simon de la meilleure actrice pour Le Vent de la Toussaint de Gilles Behat[réf. nécessaire]
- 1999 : nomination prix Michel-Simon de la meilleure actrice pour Victor... pendant qu'il est trop tard de Sandrine Veysset[5]